# Hypochristmutreefuzz
Hypochristmutreefuzz is een Belgische noiserockband uit Gent met als frontman Ramses Van den Eede, zoon van acteur Peter Van den Eede.

## Oorsprong en invloeden
De band is genoemd naar een oorspronkelijke jazzcompositie van Misha Mengelberg.
De band haalt Pere Ubu, The Birthday Party en The Residents aan als invloeden.

## 't Begin
Hypochristmutreefuzz werd in 2014 tweede op De Beloften en werd geselecteerd voor De Nieuwe Lichting. Datzelfde jaar verschenen de debuutsingle en gelijknamige ep Schizophrenic Blues.

## Live
In 2016 speelde de band op Pukkelpop en Leffingeleuren.

## Composities
Het debuutalbum 'Hypopotomonstrosesquippedaliophobia' verscheen in 2017. Het album werd voorafgegaan door de single 'Gums Smile Blood'.

## Discografie
- 2014 Schizophrenic Blues (ep)
- 2017 Hypopotomonstrosesquippedaliophobia
- 2020 Hypnos